# Hnativka, Hmilnîk
Hnativka (în ucraineană Гнатівка) este un sat în comuna Salnîțea din raionul Hmilnîk, regiunea Vinnița, Ucraina.

## Demografie
Componența lingvistică a localității Hnativka
     Ucraineană (99,72%)
     Alte limbi (0,28%)
Conform recensământului din 2001, majoritatea populației localității Hnativka era vorbitoare de ucraineană (99,72%), existând în minoritate și vorbitori de alte limbi.